# Tears of Rage
Tears of Rage är en låt skriven av Bob Dylan (text) och Richard Manuel (musik) som spelades in av Bob Dylan & The Band 1967. Låten spelades in i ytterligare en version av The Band på deras debutalbum Music from Big Pink 1968 där den också inledde albumet. Versionen från 1967 släpptes sedan på The Basement Tapes 1975. Den hade dock funnits tillgänglig som bootleg sedan 1960-talet.
Låten har senare spelats in av en mängd artister så som Gene Clark, Ian & Sylvia, Albert Lee, Joan Baez och Jimi Hendrix. En version av Totta Näslund finns på hans album Totta 5 - Turnén från 2002.